# HMS Triumph (1870)
El HMS Triumph fue una fragata blindada o ironclad de la era victoriana, gemelo del HMS Swiftsure. Estos dos buques, conformaban la clase Swiftsure de 1870. Los dos buques, fueron construidos a la par por Palmers Shipbuilding and Iron Company en Jarrow; siendo diseñados y construidos específicamente para servir como buques insignia de las flotas destacadas en ultramar, inicialmente con la escuadra del Pacífico. Estaban accionados por una máquina de vapor horizontal Maudslay de dos cilindros.

## Construcción
El barco fue construido por Palmers Shipbuilding and Iron Company en Jarrow, en la Región del Nordeste de Inglaterra. Fue botado el 27 de septiembre de 1870. El 28 de noviembre, durante el acondicionamiento, sufrió graves daños por un incendio. Como resultado, no se completó hasta el 8 de abril de 1873.

## Historial de servicio
El Triumph fue dado de alta en 1873 con la Flota del Canal, para ser transferido poco tiempo después al Mediterráneo.  El 1 de marzo de 1877 colisionó con el buque de vapor Benjamin Withworth sin sufir daños. En 1877 fue preparado para ser transferido al Pacífico para relevar al HMS Shah como buque insignia en aquellas aguas tras la indecisiva acción de este en el Combate de Pacocha contra el buque rebelde peruano Huáscar. 
El 21 de noviembre de 1881, mientras el Triumph navegaba en aguas chilenas, se produjo una explosión provocada por un compuesto secante llamado "xerotina sicativa", un secante patentado. Tres hombres murieron y siete resultaron heridos, debiendo ser relevado de su comisión en 1882 por el Swiftsure.
Aprovechando la coyuntura, el Triumph fue modernizado en Portsmouth, recibiendo nuevas calderas y raíles para el lanzamiento de torpedos. Fue destinado de nuevo al Pacífico desde enero de 1885 hasta diciembre de 1888, y estuvo presente en la inauguración oficial del Canadian Pacific Railway en el puerto de Vancouver en 1887 por razones ceremoniales y ante los rumores de un ataque feniano. Su relevo por el Swiftsure señaló el final de sus servicios fuera del Reino Unido. 
De vuelta a casa, pasó un corto periodo de tiempo en reserva en Devonport, y como buque insignia en Queenstown entre febrero de 1890 y septiembre de 1892. Volvió a la reserva en Devonport, donde permaneció hasta julio de 1900, cuando fue desarmado y convertido en buque depósito en Plymouth. El capitán Arthur William Edward Prothero fue nombrado al mando el 11 de julio de 1902, para el mando de la Reserva de la Flota en Devonport, pero el nombramiento fue cancelado y el capitán Cecil Thursby fue nombrado al mando a partir del 16 de julio de 1902. En septiembre de ese año se anunció que se le quitarían los motores y las calderas y que el buque se convertiría en simple pontón flotante. En 1903, con su maquinaria retirada, sirvió como buque escuela para los oficiales especialistas del astillero de Chatham bajo su nuevo nombre de Tenedos. Desde 1905 fue buque de abasto del HMS Warrior, y en 1910 fue trasladado a Devonport para formar parte del establecimiento de entrenamiento de fogoneros con el nombre de Indus IV. Fue remolcado a Invergordon en 1914 donde fue utilizado como almacén flotante con el nuevo nombre de Algiers. Finalmente, fue vendido para desguace en noviembre de 1921, tras permanecer a flote trece años más que su gemelo.